# Portugal Cove South
Portugal Cove South (español: Cala Portugal del Sur) es un pueblo pequeño en la costa sur de la Península de Avalon en la provincia canadiense de Terranova y Labrador. En 2021 tenía una población de 86.

## Demografía
En el censo de población de 2021 de Statistics Canada, Portugal Cove South tenía una población de 86 personas viviendo en 47 de su 85 casas. Un cambio de -42.7% desde 2016 cuando tenía 150 personas. Tiene un área terrestre de 1.08 km².